# Route nationale 140
Pour les articles homonymes, voir N140 et Route 140.
La route nationale 140, ou RN 140, fut, dans son dernier état, une route nationale française reliant Cressensac à Rodez. À la suite du décret du 5 décembre 2005, elle a été déclassée en RD 840.

## Historique
Auparavant, avant les déclassements de 1972, la RN 140 reliait le Poteau (dans la commune de Boismorand) à Figeac. Elle est déclassée en RD 940 du Poteau au Bourg, sauf entre Bourges et Levet où elle a été renumérotée RD 2144 après avoir été pour un temps maintenue dans le réseau national sous le nom de RN 144.
Entre Guéret et Bourganeuf, le tracé originel par La Chapelle-Taillefert a été renuméroté en RD 940A alors qu'un nouveau tracé passant par Sardent et rejoignant l'ex RN 141 à Pontarion a pris le nom de RD 940.
De même, entre Lacelle et Saint-Hilaire-les-Courbes, un nouveau tracé reprenant pour partie celui de l'ex RN 679 a reçu le nom de RD 940 alors que le tracé originel est devenu la RD 940C.
La section de Cressensac au Bourg avait appartenu à la RN 681, celle de Figeac à Capdenac à la RN 594, celle de Capdenac à Saint-Christophe-Vallon à la RN 662 et celle de Saint-Christophe-Vallon à Rodez au CD 21.

## Tracé primitif du Poteau à Figeac

### Du Poteau à Bourges (D 940)
- Loiret
  - Le Poteau (commune de Boismorand)
  - Gien
  - Les Alliots (commune de Coullons)
  - Le Chêne Rond (commune de Coullons)
- Cher
  - Argent-sur-Sauldre
  - Aubigny-sur-Nère
  - La Surprise (commune d'Ennordres)
  - La Chapelle-d'Angillon
  - La Pipière, (commune de Saint-Martin-d'Auxigny)
  - Montboulin, (commune de Saint-Georges-sur-Moulon)
  - Fussy
  - Bourges

### De Bourges à Guéret (D 940 & D 2144)
- Cher
  - Bourges
  - Levet
  - Châteauneuf-sur-Cher
  - Lignières
- Indre
  - Saint-Christophe-en-Boucherie
  - Thevet-Saint-Julien
  - La Châtre
  - L'Embranchement, (commune de Pouligny-Saint-Martin)
- Creuse
  - Bordessoule, (communes de La Cellette et de Nouziers)
  - Genouillac
  - Le Chêne, (commune de Jouillat)
  - Villevaleix, (commune de Jouillat)
  - Glénic
  - Guéret

### De Guéret à Seilhac (Tulle) (D 940, D 940a & D 940c)
- Creuse
  - Guéret
  - La Chapelle-Taillefert(D 940a)
  - Bourganeuf
  - Saint-Junien-la-Bregère
- Haute-Vienne
  - Peyrat-le-Château
  - Eymoutiers
- Corrèze
  - Lacelle (D 940c)
  - Saint-Hilaire-les-Courbes

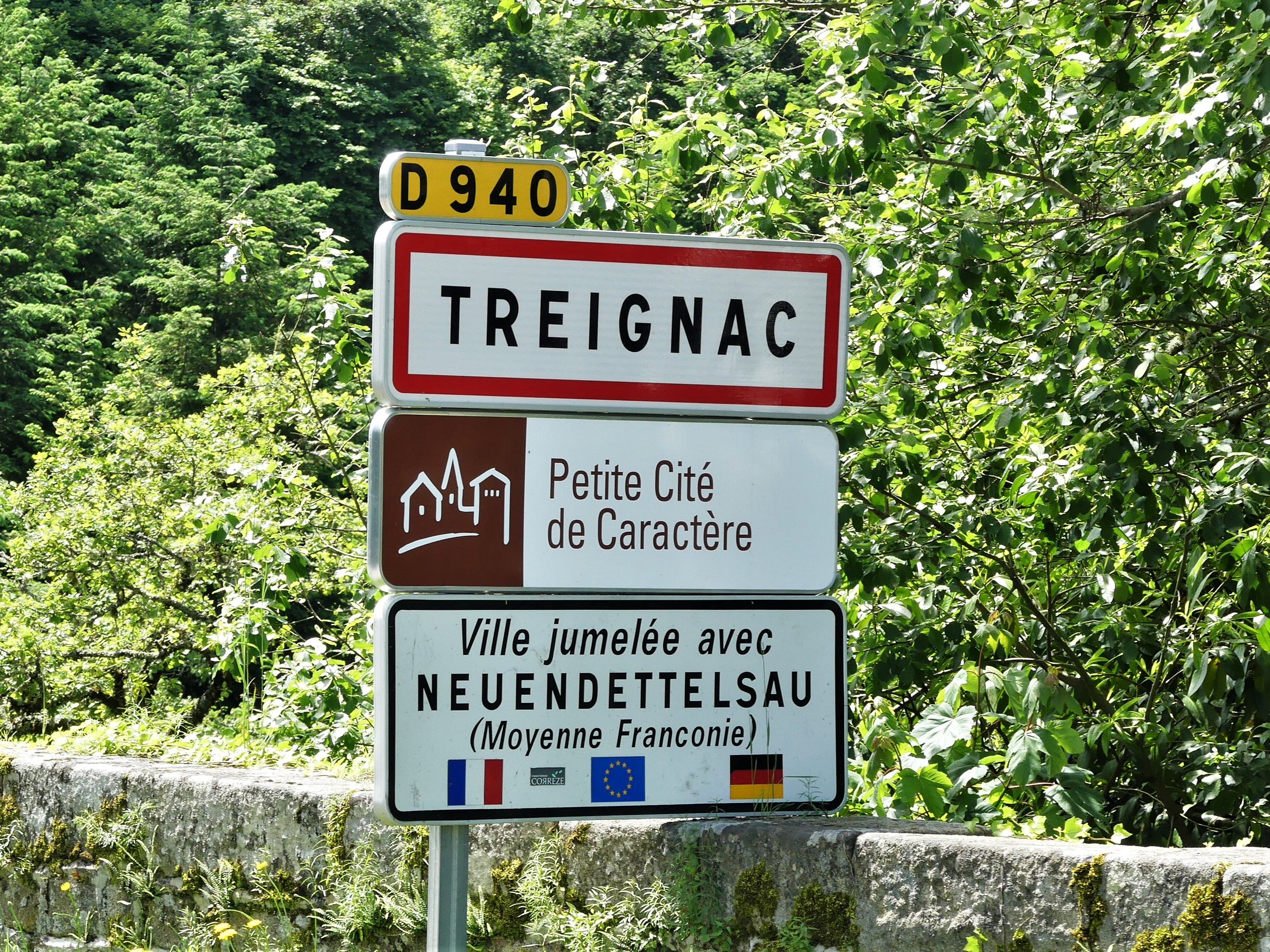
Panneau d'entrée à Treignac sur la RD 940.

  - La Butte, (commune de Saint-Hilaire-les-Courbes)
  - Treignac
  - Bouloux, (commune d'Affieux)
  - Le Lonzac
  - Chamboulive
  - Seilhac

À Seilhac, elle est absorbée par l'ex RN 120 (aujourd'hui déclassée en RD 1120), jusqu'à Tulle.
- Corrèze
  - Tulle

### De Tulle à Figeac (D 940 & D 840)
- Corrèze
  - Tulle
  - Sainte-Fortunade
  - Quatre Routes, (commune d'Albussac)
  - Tudeils
  - Moulin Abadio, (commune de Beaulieu-sur-Dordogne)
  - Beaulieu-sur-Dordogne
  - Altillac
- Lot
  - Biars-sur-Cère
  - Bretenoux
  - Saint-Céré
  - Aynac
  - Lacapelle-Marival
  - Le Bourg
  - Camburat
  - Planioles
  - Figeac

## Dernier tracé de Cressensac à Rodez (D 840)
Lot
- Cressensac (km 0)
- Malastrèges, (commune de Cuzance) (km 6)
- Martel (km 12)
- Montvalent (km 21)
- Gramat (km 36)
- L'Hôpital, (commune d'Issendolus) (km 43)
- Rudelle (km 51)
- Le Bourg (km 53)
- Camburat (km 65)
- Planioles (km 67)
- Figeac (km 71)
- Capdenac (km 78)

Aveyron
- Bouillac (km 88)
- Decazeville (km 98)
- Firmi (km 104)
- Saint-Christophe-Vallon (km 115)
- Valady (km 117)
- Rodez (km 136)

## Route Jacques Cœur
Entre Gien et Argent-sur-Sauldre, puis entre Fussy et Bourges, la RD 940 fait partie de la route Jacques-Cœur.